# 宮下健一郎
宮下健一郎（日语：／，1892年3月17日—1959年5月4日）為大日本帝國陸軍軍人。最終階級陸軍中將。

## 經歷
1892年（明治25年）、宮下民雄的長男，於日本山形縣米澤市出生。1915年（大正4年）5月、陸軍士官學校（27期）畢業。1927年（昭和2年）12月、陸軍大學校（39期）畢業。
1938年（昭和13年）、升進陸軍步兵大佐。1939年（昭和14年）12月6日、就任步兵第10連隊長。1941年（昭和16年）、進級陸軍少將。1943年（昭和18年）6月、就任第32歩兵團長參與太平洋戰爭、及進軍中國。歷任獨立歩兵第1旅團長、第1國境守備隊長。1945年（昭和20年）3月、進級陸軍中將。翌月、著任第157師團長、於青森縣三本木(現在十和田市)準備本土決戰、結果並無交戰接著迎接終戰。

## 親族
- 叔父(父宮下民雄之弟) 河上清（記者）